# أوليفر كيسي
أوليفر جوزيف كيسي (بالإنجليزية: Oliver Joseph Casey)‏ (مواليد 14 أكتوبر 2000) هو لاعب كرة قدم إنجليزي محترف يلعب كمدافع لنادي فوريست غرين، على سبيل الإعارة من نادي بلاكبول. سبق له اللعب مع ليدز يونايتد.